# 亞姆涅 (大皮薩里夫卡區)
50°24′20″N 35°23′27″E / 50.40556°N 35.39083°E
亞姆內（烏克蘭語：Ямне）是位於烏克蘭東北部的村莊，由蘇梅州奥赫蒂尔卡区的大皮薩里夫卡市鎮負責管轄。該村處於沃爾斯克拉河左岸，分別距離斯多羅瓦亞魯加2.5公里和大皮薩里夫卡3公里，始建於1678年，海拔高度122米，2001年人口1,640。